# Agrostis teberdensis
Agrostis teberdensis é uma espécie de gramínea do gênero Agrostis, pertencente à família Poaceae.